# Thomas Küffner
Thomas Küffner (* 4. Mai 1971 in Landshut) ist Professor für Steuerrecht an der Fachhochschule Deggendorf. Er ist an der dortigen Fakultät für Betriebswirtschaft tätig und ist Inhaber des Lehrstuhls für Steuerrecht. Er lehrt in den Bereichen Unternehmensbesteuerung, Hochschulbesteuerungsrecht, Buchführung und Bilanzierung, Umsatzsteuerrecht und Tourismusrecht.

## Leben
Küffner studierte nach seinem Abitur am Hans-Carossa-Gymnasium in Landshut Jura an der Universität Passau. Er promovierte 1997 mit einer Arbeit über die Umsatzbesteuerung der öffentlichen Hand im Lichte des EU-Rechts. Er war als Referent für Steuerpolitik der CDU/CSU-Bundestagsfraktion im Deutschen Bundestag tätig. Küffner ist außerdem als Steuerberater, Wirtschaftsprüfer, Rechtsanwalt und Fachanwalt für Steuerrecht tätig.
Küffner publiziert regelmäßig Fachbeiträge in zahlreichen steuerrechtlichen Zeitschriften und ist Mitautor verschiedener Monographien und Kommentierungen zum Umsatzsteuerrecht, wie z. B. dem Kommentar „Hartmann/Metzenmacher“. Küffner ist Herausgeber der Münchner Juristische Beiträge und von Büchern im Herbert Utz Verlag.
Seine Arbeitsschwerpunkte sind die umsatzsteuerliche Beratung von Non-Profit-Organisationen und der öffentlichen Hand, die Minimierung von Umsatzsteuerrisiken in der Abschlussprüfung, grenzüberschreitende Umsatzsteuerberatung und die Erstellung umsatzsteuerlicher Gutachten.
Er ist Partner in einer auf Umsatzsteuer und Zollrecht spezialisierten Kanzlei in München.